# Jacques Ovyn
Jacques Ouyn (et non Ovyn), originaire de Louviers en Normandie, est un dramaturge français de la seconde moitié du XVIe siècle. On sait seulement de lui qu'il fit un séjour à Rome avant 1606.
On ne lui connaît que la tragédie suivante : Thobie, tragi-comédie nouvelle, tirée de la S. Bible, par Jacques Ouyn Loverien. Dédiée à Madame du Roulet, Rouen, Raphaël du Petit- Val, 1606, in-12, 64, [8] p. Le privilège, daté du 4 février 1597, ne concerne pas spécifiquement cette pièce. Il avait déjà été utilisé par l'imprimeur pour des recueils collectifs antérieurs. Il ne permet donc pas de supposer que la pièce de Jacques Ouyn ait été composée dès cette année 1597.
En guise d’acte IV, Jacques Ouyn a inséré, avec quelques variantes, l’Acte de la tragi-comédie de Tobie, qui figurait dans la seconde édition des Œuvres de Madeleine et Catherine des Roches, publiée à Paris en 1579. Comme il explique dans son Argument que cette « appropriation » lui a donné du souci, on peut penser qu’il a opéré ainsi sur commande, soit à la demande de sa dédicataire, qui aimait les lectures dévotes, soit à celle de son éditeur, poète lui-même à ses heures. Les Œuvres de Mesdames des Roches avaient justement été rééditées à Rouen en 1604. Les lecteurs du temps considéraient sans doute que l'Acte de Mmes des Roches avait l'apparence d'une pièce partielle, qu'il convenait d'achever.